# Harlem (Montana)
Harlem è un centro abitato (city) degli Stati Uniti d'America della contea di Gallatin nello Stato del Montana. La popolazione era di 808 persone al censimento del 2010.

## Geografia fisica
Harlem è situata a 48°31′54″N 108°47′04″W (48.531752, -108.784407).
Secondo lo United States Census Bureau, ha un'area totale di 0,43 miglia quadrate (1,11 km²).

## Società

### Evoluzione demografica
Secondo il censimento del 2010, c'erano 808 persone.

### Etnie e minoranze straniere
Secondo il censimento del 2010, la composizione etnica della città era formata dal 42,1% di bianchi, il 52,2% di nativi americani, lo 0,1% di oceanici, lo 0,1% di altre razze, e il 5,4% di due o più etnie. Ispanici o latinos di qualunque razza erano il 4,0% della popolazione.